# Džeraš
Džeraš (arabsko: جرش), v grško-rimskem svetu znan kot Gerasa (starogrško Γέρασα), je glavno mesto in največje mesto guvernorata Džeraš, Jordanija. Leta 2015 je v njem živelo 50.745 prebivalcev. Je 48 kilometrov severno od glavnega mesta Jordanije, Amana.
Zgodovina mesta je mešanica grško-rimskega sveta Sredozemlja in starodavnih tradicij arabskega orienta. Ime mesta odraža to interakcijo. Najstarejši semitski prebivalci, ki so živeli na tem območju v predklasičnem obdobju 1. tisočletja pred našim štetjem, so svojo vas imenovali Garšu. Rimljani so pozneje helenizirali nekdanje ime Garšu v Gerasa. Kasneje se je ime preoblikovalo v arabski Džeraš.
Mesto je cvetelo do sredine 8. stoletja, ko je potres v Galileji leta 749 uničil velik del mesta, nadaljnji potresi (potres v Damasku 847) pa so prispevali k dodatnemu uničenju. V začetku 12. stoletja, leta 1120, je Zahir ad-Din Toghtekin, atabeg iz Damaska, ukazal v Džerašu namestiti garnizon štiridesetih mož, da bi Artemidin tempelj spremenili v trdnjavo. Leta 1121 ga je zajel Baldvin II., kralj Jeruzalema in ga dokončno uničil. Nato so križarji zapustili Džeraš in se umaknili Sakib (Seecip); vzhodna meja naselja.
Džeraš je bil opuščen, dokler se ni znova pojavil z začetkom osmanske vladavine v začetku 16. stoletja. Po popisu leta 1596 je imel 12 muslimanskih gospodinjstev. Vendar pa so arheologi v severozahodni četrti našli majhen mameluški zaselek, kar nakazuje, da je bil Džeraš naseljen pred osmansko dobo. Izkopavanja, izvedena od leta 2011, so osvetlila srednjo islamsko obdobje, saj so nedavna odkritja odkrila veliko koncentracijo srednje islamskih / mameluških struktur in lončenine.
Leta 1806 je prišel mimo nemški popotnik Ulrich Jasper Seetzen in pisal o ruševinah, ki jih je prepoznal. Starodavno mesto se postopoma razkriva skozi vrsto izkopavanj, ki so se začela leta 1925 in trajajo še danes.

## Zgodovina

### Neolitik
Arheologi so našli ruševine naselitve iz neolitika. Poleg tega je avgusta 2015 skupina za arheološka izkopavanja iz Jordanske univerze odkrila na najdišču v Džerašu našla dve človeški lobanji iz neolitika (7500–5500 pr. n. št.), kar je trden dokaz o naselitvi Jordanije v tem obdobju, še posebej z obstojem neolitske naselbine 'Ain Ghazal v Amanu. Pomen odkritja je v redkosti lobanj, saj arheologi ocenjujejo, da so na največ 12 najdiščih po vsem svetu našli podobne človeške ostanke.

### Bronasta doba
V regiji najdemo dokaze o naseljih iz bronaste dobe (3200 - 1200 pr. n. št.).

### Helenistično obdobje
Džeraš je mesto ruševin grško-rimskega mesta Gerasa, ki ga imenujejo tudi Antiohija na Zlati reki. Starogrški napisi iz mesta kažejo, da sta mesto ustanovila Aleksander Veliki in njegov general Perdika, ki naj bi tam spomladi 331 pred našim štetjem, ko je zapustil Egipt in prestopil Sirijo v Mezopotamijo, naselila ostarele makedonske vojake. Vendar pa drugi viri, to je nekdanje ime mesta Antiohija na Hrisorhoasu, kažejo da ga je ustanovil selevkidski kralj Antioh IV., drugi pa pripisujejo ustanovitev Ptolemaju II. iz Egipta.

### Rimsko obdobje
Po rimskem osvajanju leta 63 pred našim štetjem so bili Džeraš in dežela, ki ga obkroža, pridruženi rimski provinci Siriji in se je pozneje pridružil Dekapolisu - ligi mest. Zgodovinar Jožef Flavij omenja, da je bilo mesto v glavnem naseljeno s Sirci in da ima tudi majhno judovsko skupnost. Leta 106 je bil Džeraš vključen v rimsko provinco Arabijo (Arabia Petraea), ki je vključevala tudi mesto Filadelfija (sodobni Aman). Rimljani so na tem območju zagotovili varnost in mir, kar je ljudem omogočilo, da so svoja prizadevanja in čas namenili gospodarskemu razvoju in spodbudili državljansko gradbeno dejavnost.
Džeraš velja za eno največjih in najbolj ohranjenih najdišč rimske arhitekture na svetu zunaj Italije. In včasih ga zavajajoče imenujejo Pompeji na Bližnjem vzhodu ali Aziji, glede na njegovo velikost, obseg izkopavanj in stopnjo ohranjenosti.
Džeraš je bil rojstni kraj matematika Nikomaha iz Gerase (grško: Νικόμαχος) (okoli 60 - okoli 120 n. št.).
V drugi polovici 1. stoletja našega štetja je mesto Džeraš doseglo veliko blaginjo. Cesar Trajan je leta 106 zgradil ceste po celotni provinci kar je omogočilo širjenje trgovine tudi v Džeraš. Cesar Hadrijan je mesto obiskal leta 129–130. V počastitev njegovega obiska je bil zgrajen slavolok (Hadrijanov slavolok (Džeraš)).

### Bizantinsko obdobje
Mesto je končno doseglo velikost približno 800.000 kvadratnih metrov znotraj svojega obzidja. Perzijska invazija leta 614 je povzročila hiter propad Džeraša. Pod temelji bizantinske cerkve, ki je bila zgrajena v mestu leta 530, je bil odkrit mozaični tlak s starogrškimi in hebrejsko-aramejskimi napisi. Prisotnost hebrejsko-aramejske pisave je znanstvenike spodbudila k misli, da je bil kraj prej sinagoga, preden so jo spremenili v cerkev. 

### Zgodnje muslimansko obdobje
Mesto je cvetelo med Omajadskim kalifatom. Imelo je številne trgovine, izdajali so kovance z imenom 'Džeraš' v arabščini. Bilo je tudi center za proizvodnjo keramike; oblikovane keramične svetilke so imele arabske napise, ki so izkazovale lončarjevo ime in Džeraš kot kraj izdelave. Velika mošeja in več cerkva, ki so se še naprej uporabljale kot mesta čaščenja, so nakazovale, da je Džeraš v obdobju Omajadov imel veliko muslimansko skupnost, ki je sobivala s kristjani. Leta 749 je uničujoči potres uničil večji del mesta in okolice.

### Obdobje križarjev
V začetku 12. stoletja je bil Artemidin tempelj spremenjen v trdnjavo s pomočjo garnizona, ki ga je na območju nastavil Zahir ad-Din Toghtekin, atabeg iz Damaska. Jeruzalemski kralj Baldwin II. je trdnjavo zajel in trdnjavo požgal med letoma 1121-1122. Notranje tempeljske stene še vedno jasno kažejo učinek velikega ognja.

### Srednje do pozno muslimansko obdobje
Majhne naselbine so se nadaljevale v Džerašu v obdobju Mameluškega sultanata in osmanskega obdobja. To se je zgodilo zlasti v severozahodni četrti in okoli Zevsovega templja, kjer je zdaj izkopanih več srednje-islamskih / mameluških domačih struktur.

## Arheologija
Izkopavanje in restavriranje  traja skoraj neprekinjeno od 1920-ih.

### Hadrijanov slavolok
Hadrijanov slavolok je bil postavljen pozimi 129/130 v čast cesarja Hadrijana, ki je takrat obiskal mesto. Bil je zunaj starodavne Gerase. Prvotno naj bi lok morda služil kot nova mestna vrata, ker napis kaže, da je Hadrijan želel na tem mestu zgraditi celo sosesko. Vendar je ta gradbeni projekt očitno postal žrtev gospodarske krize.
Od leta 2005 do 2007 je bil obnovljen približno 37,45 m širok, 9,25 m globok in 21 m visok lok. Na slavoloku je bil v grščini posvečen napis na Tabula ansata (tablica z ročaji golobic). Poimenuje 14. cesarjevo tribunicia potestas in je zato datiran v leto 130. Besedilo zavzema površino 7,14 m za 1,03 m.

### Ovalni forum
Ovalni forum stoji ob vznožju Jupitrovega templja. Njegove dimenzije so 90 × 80 metrov. Oval je obložen s kolonado. Prostor je bil strateško izbran - pokriva naravno depresijo. Da bi to nadoknadili, je bil forum zgrajen na 6 do 8 metrov visoki podkonstrukciji. Hruškast obris je za rimski forum netipičen, saj so imeli Rimljani raje bolj pravilne oblike. Po mnenju številnih arheologov je ovalni forum povezava Zevsovega templja z rimskim delom mesta na osi sever-jug. Namen pa ostaja sporen: bodisi trgovalni center, bodisi prostor žrtvovanja.

### Jupitrov tempelj
Jupitrov tempelj je bil postavljen nad ovalnim forumom na banjastem oboku. Celotno pobočje je bilo umetno zasnovano za izgradnjo templja. Njegovo mesto je prej služilo kot svetišče različnim božanstvom. Najverjetneje je bil v helenističnih časih na tem mestu postavljen Zevsov tempelj. To kaže, da se lokacija Jupiterovega templja ne ujema s tipičnim rimskim mestnim zemljevidom. Ruševine, ki jih je mogoče videti še danes, segajo v 2. stoletje našega štetja, stene templja, katerih deli še stojijo, so visoki približno 10 metrov. Sam tempelj je počival na podstavku dolgem 41 metrov in širokem 28 metrov. Po sirsko-nabatejskem slogu gradnje je stopnišče vodilo na streho cele. Prvotno je svetišče obkrožalo 38 stebrov, od katerih so trije še danes originalni. Drugi stebri so bili obnovljeni v okviru programa obnove Jordanske uprave za starine.

### Nimfej
Veličasten 22 metrov širok nimfej prav tako izvira iz 2. stoletja. Dvonadstropno svetišče, posvečeno vodnim nimfam, je ena najbolje ohranjenih zgradb antične Gerase. Spodnje nadstropje nimfeja je bilo obloženo z marmorjem. Zgornje je bilo okrašeno s freskami, od katerih so nekatere še vedno prepoznavne. Presenetljiva je strešna konstrukcija - pol kupola z napihnjenim zatrepom, ki se boči nad veličastnim vodnjakom. Pročelje vodnjaka je bilo razdeljeno na niše, v katerih so bili kipi. Nekateri kipi so hranili velike posode, iz katerih se je voda izlila v bazene vodnjaka. Zapleten cevni sistem je vodo pripeljal iz okolice.

### Južno gledališče
Južno gledališče je bilo zgrajeno okoli leta 90 do 92, imelo je 32 vrst sedežev in je lahko sprejelo do 5000 gledalcev. Gledališče je zgrajeno zahodno od Jupitrovega templja na pobočju, zgornji nivo je bil postavljen na banjast obok. Oder je zasnovan v klasičnem rimskem slogu in ima dvoje stranskih obokanih vrat ter tri kulise. Gledalci niso bili zaslepljeni, saj je bilo gledališče usmerjeno proti severu.

### Artemidin tempelj
Artemidin tempelj je s svojim obzidjem 160 x 120 metrov, ki je nastajal v 2. stoletju našega štetja, še posebej impozanten in zagotovo eden najpomembnejših mestnih spomenikov. Romarji so se do templja približali po procesijski cesti in stopnišču, ki vodi od mesta. Od nekdaj 32 stebrov templja je ohranjenih enajst, od tega devet še vedno nosi svoje korintske kapitele in so tako 13 metrov visoki. Sama cela je merila 23 × 40 metrov.

### Mestno obzidje
Poznoantično mestno obzidje je skoraj popolnoma ohranjeno. Obdaja približno 90 hektarjev starodavnega mestnega območja, od tega več kot polovica na arheološko zaščitnem območju (preostanek je preoblikovan v sodobno mesto Džeraš). Ko se je v začetku leta 2015 začela gradnja nove ceste na zahodni strani stare Gerase, so bili deli mestnega obzidja močno poškodovani, del stene, vključno s starodavnim stolpom, pa je bil uničen do tal.

### Drugo
- Kardo Maximus, 800 metrov dolga tlakovana glavna ulica med Trgom in severnimi mestnimi vrati (zgrajena 115). Obdajala jo je kolonada (stebrišče), od katere je danes ohranjenih 500 stebrov.
- Severno gledališče s približno 800 sedeži.

Številne poznoantične cerkve, zlasti iz časa cesarja Justinijana (527 do 565), z delno dobro ohranjenimi mozaičnimi tlemi:
- tako imenovana Katedrala, triladijska stebrasta bazilika iz konca 4. stoletja
- Teodozijeva cerkev, bazilika z visokimi korintskimi stebri, 494–496
- Prokopiosova cerkev, okrog 526/527
- Jurijeva cerkev, iz leta 529
- Cerkev sinagoga, približno 530/531; sinagoga spremenjena v cerkev
- Janezova cerkev iz 531, rotunda s približno 24 × 30 metri
- Sveti Kozma in Damjan, okoli leta 533, s posebno lepimi mozaičnimi tlemi
- Cerkev Petra in Pavla (stebrasta bazilika), okrog leta 540, poleg dvoranske cerkve
- Propilejska cerkev, okoli 560
- Cerkev škofa Genezija leta 611

### Zgodnje muslimansko obdobje
- Mošeja Omajadov
- Hiše Omajadov

## Podnebje
Džeraš ima mediteransko podnebje z vročimi poletji (Köppenova klasifikacija Csa).

## Sodobni Džeraš
Džeraš se je v zadnjem stoletju dramatično razvil z naraščajočim pomenom turistične industrije v mestu. Mesto je zdaj druga najbolj priljubljena turistična znamenitost v Jordaniji, tik za ruševinami Petre. Na zahodni strani mesta, kjer je večina reprezentativnih stavb, so bile ruševine skrbno ohranjene in rešene pred posegi, sodobno mesto pa se je razlilo proti vzhodu od reke, ki je nekoč delila starodavni Džeraš na dva dela.
V zadnjem času se je mesto razširilo tako, da vključuje veliko okoliških krajev.

### Demografija
Mesto ima etnično raznoliko prebivalstvo. Velika večina so Arabci, čeprav prebivalstvo vključuje majhno število Kurdov, Čerkezov in Armencev. Večina so muslimani.
Po jordanskem nacionalnem popisu iz leta 2004 je bilo v mestu 31.650 prebivalcev in je bilo uvrščeno med 14. največjih občin v Jordaniji. Po zadnjem nacionalnem popisu leta 2015 je bilo v mestu 50.745 prebivalcev, prebivalcev občine pa je 237.059.
Džeraš je postal cilj številnih zaporednih valov tujih migrantov. Leta 1885 so osmanske oblasti usmerile čerkeške priseljence, ki so bili pretežno živinorejci, da so se naselili v mestu in mednje razdelili njive. Nove priseljence so domačini pozdravili. Pozneje je bil Džeraš tudi priča prihodom palestinskih beguncev, ki so se v regijo pretakali v letih 1948 in 1967. Palestinski begunci so se naselili v dveh taboriščih; Souf tabor v bližini mesta Souf in Gaza (Džeraš) pri vasi Al Ḩaddādah

## Kultura
Od leta 1981 je staro mesto Džeraš gostilo Džeraški festival kulture in umetnosti, tritedenski poletni program plesa, glasbe in gledaliških predstav. Festival pogosto obiskujejo člani jordanske kraljeve družine in ga štejejo za eno največjih kulturnih dejavnosti v regiji.
Poleg tega so na hipodromu začeli izvajati predstave rimske vojske in tekme z vozovi. Predstava je dvakrat dnevno, ob 11. in 14. uri ter ob petkih ob 10, razen ob torkih. V njej se predstavi petinštirideset legionarjev v polnem oklepu, prikaže rimske vojaške vaje in taktike bojevanja, deset gladiatorjev, ki se borijo do smrti in več rimskih voz, ki tekmujejo v klasični dirki sedmih krogov okoli starodavnega hipodroma.

## Gospodarstvo
Gospodarstvo Džeraša je v veliki meri odvisno od trgovine in turizma. Mesto je tudi glavni vir visoko izobražene in usposobljene delovne sile v Jordanu. Lokacija mesta, ki je le pol ure vožnje od največjih treh mest na Jordanu (Aman, Zarka in Irbid), mu omogoča dobro poslovno lokacijo.

## Galerija
- Ovalni forum
- Severno gledališče
- Cardo Maximus
- Hipodrom
- Obogaten okras na Artemidinem templju
- Severni tetrapilon
- Pogled na stebre
- Ornamenti
- Ornamenti
- Napisi
- Star kamniti most povezuje sodobni in antični Džeraš